# タップ (映画)
『タップ』（原題：Tap）は、1989年制作のアメリカ合衆国の映画。
刑務所帰りの落ちぶれたタップダンサーが、かつての友人・恋人・師匠らの助力を得て、再びダンサーとしてカムバックするまでを描く。グレゴリー・ハインズ主演。

## あらすじ
マックス・ワシントンは、天才的タップダンサーと呼ばれた父のもとで子供の頃からタップダンスを仕込まれたが、貧しさ故、天性の身軽さを悪用して事務所荒らしのプロになる。だがある時、些細なミスで捕まり、刑務所へ入ることに。
出所した彼は、ダウンタウンにあるタップ教室で思いっきりタップを踏む。そんな彼を、父の親友でダンス教室を経営するリトル・モーが見ていた。そして、自分の考えている新しいタップを実現させるのはマックス以外にないと思い、彼を特訓する。マックスもそれに応えて、“タップ・トロニクス”という新しいタップダンスのスタイルを生み出していく。

## キャスト
- マックス・ワシントン：グレゴリー・ハインズ
- リトル・モー：サミー・デイヴィス・ジュニア
- エイミー：スザンヌ・ダグラス
- ニッキー：ジョー・モートン
- フランシス：ディック・アンソニー・ウィリアムズ
- セビアン・グローバー